# Niko Peleshi
Niko Aleks Peleshi (ur. 11 listopada 1970 w Korczy) - albański inżynier elektronik i przedsiębiorca, burmistrz Korczy w latach 2007-2013, minister rolnictwa w latach 2017-2019 i minister obrony Albanii od 2021 roku. Od 15 września 2013 do 22 maja 2017 był wicepremierem Albanii.

## Życiorys
Ukończył z wyróżnieniem studia z zakresu inżynierii elektronicznej na Politechnice Tirańskiej.
W latach 2001–2004 kierował jednym z przemysłowo-handlowych przedsiębiorstw w Korczy.

### Działalność polityczna
Niko Peleshi rozpoczął działalność polityczną w październiku 2004; został wtedy mianowany prefektem okręgu Korcza, funkcję tę sprawował do 2005 roku. W tym roku został wybrany na przewodniczącego Socjalistycznej Partii Albanii w mieście Korcza. Od 18 lutego 2007 do 15 września 2013 był burmistrzem tego miasta.
Od 2012 roku jest członkiem zarządu Socjalistycznej Partii Albanii.
Od 13 września 2017 do 5 stycznia 2019 był ministrem rolnictwa Albanii. Od 4 stycznia 2021 roku do 30 lipca 2024 roku piastował urząd ministra obrony.

## Życie prywatne
Jest w związku małżeńskim z Amardą Peleshi, z którą ma troje dzieci: Alexię, Stiva i Johana.
Deklaruje znajomość języka angielskiego, niemieckiego i greckiego.

## Odznaczenia
- Order Księcia Jarosława Mądrego III klasy (Ukraina, 2023)[8]